# Калитяки
Калитяки́ —  село в Україні, у Яворівському районі Львівської області. Населення становить 617 осіб. Орган місцевого самоврядування - Яворівська міська рада.

## Населення

### Мова
Розподіл населення за рідною мовою за даними :
| Мова       | Кількість | Відсоток |
| ---------- | --------- | -------- |
| українська | 617       | 100%     |